# Antes que lleguen los zopilotes
Antes que lleguen los zopilotes es una película mexicana de misterio y fantasía en blanco y negro de 2023 escrita y dirigida por Jonás N. Díaz en su debut como director. Protagonizada por María del Carmen Félix. Tuvo su estreno internacional el 30 de enero de 2023 en el Festival Internacional de Cine de Rotterdam como parte del Concurso de Pantalla Grande.

## Sinopsis
Justino muere a manos de Tusa, por lo que se ve obligada a emprender un viaje de redención junto a Luvina, la viuda de Justino, con la misión de encontrar el cadáver antes de que los buitres se lo coman.

## Elenco
Los actores que participan en esta película son:
- María del Carmen Félix como Tuza
- Tsayamhall Esquivel como Luvina
- Francisco Pita como Justino

## Lanzamiento
La película tuvo su estreno internacional el 30 de enero de 2023 en el Festival Internacional de Cine de Róterdam. Se estrenó en Estados Unidos el 12 de marzo de 2023, como parte del 30° Festival de Cine Latino de San Diego.

## Recepción

### Recepción de la crítica
Nicholas Davies del Festival Internacional de Cine de Róterdam escribió: "Antes que lleguen los zopilotes es una fantasía onírica y realista mágico que examina las formas en que las personas, y en particular las mujeres, están confinadas por los roles socialmente construidos que llegan a habitar".

### Reconocimientos
| Año  | Premio                                     | Categoría                        | Recipiente                      | Resultado | Ref           |
| ---- | ------------------------------------------ | -------------------------------- | ------------------------------- | --------- | ------------- |
| 2023 | Festival Internacional de Cine de Róterdam | Premio VPRO Pantalla Grande      | Antes que lleguen los zopilotes | Nominado  | [ 11 ]        |
| 2023 | Festival de Cine Latino de San Diego       | Mejor Largometraje               | Antes que lleguen los zopilotes | Nominado  | [ 12 ] [ 13 ] |
| 2023 | Premios Europeos de Cinematografía         | Mejor fotografía de largometraje | Rigel González García           | Ganador   | [ 14 ] [ 15 ] |
| 2023 | Premios Europeos de Cinematografía         | Mejor película dramática         | Jonás N. Díaz                   | Ganador   | [ 14 ] [ 15 ] |
| 2023 | Premios Europeos de Cinematografía         | Mejor diseño de producción       | Ileana Campos & Claudia Campos  | Ganador   | [ 14 ] [ 15 ] |